# 시민감사옴부즈만
시민감사옴부즈만은 서울시에서 운영하는 옴부즈만 제도이다. 
서울특별시에서는 시민들의 고충민원 처리와 시민·주민감사 청구에 대한 조사,처리 등을 위하여 2016. 2. 4. "시민감사옴부즈만위원회"를 출범하여 운영하고 있다.

## 시민감사옴부즈만위원회의 연혁
- 1995.10.24. 시민감사 청구제도 운영계획
- 1996.01.15. 서울시 행정감사규칙 개정 및 서울시 감사자문위원회 조례 제정

- 시민감사 청구제도 도입에 따른 절차 및 규정 마련
- 시민감사 청구제도 최초 도입(서울시 행정사무감사규칙)
- 1997.04.25. 서울시 시민감사관 운영규정

- 시민감사관 제도 도입
- 2000.09.15. 서울시 청렴계약옴부즈만 설치 및 운영규칙 제정
- 2007.10.30. 서울시 옴부즈만 통합방침 결정

- 시민감사관 + 청렴계약옴부즈만 => '시민감사옴부즈만'
- 2008.04.03. 서울시 시민감사관 운영 및 주민감사 청구에 관한 조례 개정

- '시민감사옴부즈만'으로 통합
- 2015.10.08. 서울시 시민감사옴부즈만위원회 운영 및 주민감사 청구에 관한 조례 제정

- 시장소속의 독립된 합의제 행정기관 '시민감사옴부즈만위원회' 설치
- 주민(시민)감사, 공공사업 감시, 고충민원 처리기능 부여
- 2016.02.04. '시민감사옴부즈만위원회' 공식 출범

- 서울시 행정기구 설치조례 시행규칙 공포
- 시장소속의 독립된 합의제 행정기관

## 시민감사옴부즈만위원회의 구성 및 자격
- 시민감사옴부즈만위원회는 3명 이상 7명 이내의 시민감사옴부즈만으로 구성(위원장 포함), 위원의 임기는 3년이고 연임할 수 없음
- 시민감사옴부즈만 위원은 다음 각 호의 어느 하나에 해당하는 자 중에서 공개모집

```
1. 지방자치단체 또는 중앙행정기관에서 4급 공무원으로 재직한 자나 5급 이상 공무원으로 감사분야에서 3년이상 재직한 자
2. 변호사, 회계사, 세무사 자격을 소지한 자로서 해당 분야에서 5년 이상 경력자
3. 회계학, 법학, 행정학 등 관련분야 부교수 이상 재직경력이 있는 자
4. 토목공학, 건축공학 등 관련분야의 부교수 이상 재직경력이 있는 자
5. 기술사(건축사 포함) 자격을 소지한 자로 해당분야에서 5년 이상 재직경력이 있는 자
6. 사회적 신망이 높고 의회 및 행정에 관한 식견과 경험이 풍부하며 시민단체에서 3년 이상 경력이 있는 자 또는 시민단체의 추천을 받은 자
```

## 시민감사옴부즈만위원회의 역할
1. 고충민원 조사·처리 및 조정·중재(민원처리에 관한 법률 제2조, 부패방지 및 국민권익위원회의 설치와 운영에 관한 법률 제2조 제5호)
서울시 본청 및 그 소속기관, 자치구(시의 위임사무에 한하여), 시가 출자·출연한 기관 등의 위법·부당하거나 소극적인 처분(사실행위 및 부작위 포함) 및
불합리한 행정제도로 인하여 국민의 권리를 침해하거나 국민에게 불편 또는 부담을 주는 사항에 관한 민원을 조사·처리하고 조정·중재하는 역할을 한다.
```
* 시민감사옴부즈만이 처리하는 주요 고충민원(서울특별시 시민감사옴부즈만위원회 회의 운영규정)
 - 위법·부당한 처분이나 부작위가 현저하여 민원인에게 직접 피해를 주는 사항
 - 감사원에서 조사위탁으로 의뢰된 고충민원 또는 국회의원 및 시의원을 거쳐 제기된 민원
 - 5인 이상이 연명으로 제출한 다수인 관련 고충민원
 - 민원인의 인적사항 유출 등 개인의 신상정보가 침해되는 고충민원
 - 안전사고의 우려 또는 다중이용 시설 등의 피해 우려가 있는 고충민원
 - 그 밖에 위원장이 필요하다고 인정하는 고충민원 사항
```

2. 시민감사청구사항 감사제도 : (서울특별시 시민감사옴부즈만 위원회 운영 및 주민감사청구에 관한 조례 제15조, 제16조)
서울시 및 시 산하기관이 행한 사무가 위법·부당한 경우, 50인 이상의 시민(19세 이상) 또는 공익시민단체 대표자가 서울특별시장에게 감사를 청구하는 제도이다.
시민의 감사청구가 있는 경우, 위원회는 심의·의결을 거쳐 감사실시 여부를 결정하고 청구인에게 감사의 실시 여부를 통보하여야 하고, 위원회가 감사를 실시하기로
결정한 때에는 결정한 날로부터 60일 이내에 감사를 종료하고 그 결과를 청구인에게 통보하여야 한다(기한 내 종료가 곤란한 정당한 사유 있을 시 연장 가능하다).
3. 주민감사청구사항 감사제도 : (지방자치법 제16조, 서울특별시 시민감사옴부즈만 위원회 운영 및 주민감사청구에 관한 조례 제20조)
서울시 자치구와 구청장의 권한에 속하는 사무의 처리가 법령에 위반되거나 공익을 현저히 해친다고 인정되는 경우, 일정 수 이상 주민들의 연서로 시장에게 감사를 청구하는 제도이다.
```
* 청구요건 : 자치구 조례로 정하는 19세 이상 주민 인정 수 이상의 서명 필요
 - 200명 이상 : 종로구, 성동구, 광진구, 중랑구, 노원구, 은평구, 마포구, 강서구, 금천구, 서초구, 강남구, 송파구, 성북구, 양천구
 - 150명 이상 : 동작구, 강북구, 구로구, 영등포구, 강동구
 - 100명 이상 : 용산구, 동대문구, 도봉구, 중구, 서대문구, 관악구 
```

4. 공공사업에 대한 감시•평가 :
시민감사옴부즈만·시민참여옴부즈만이 시민의 눈높이에서 서울시 본청·사업소 및 투자·출연기관 등에서 발주하는 공공사업에 대하여 발주부터 계약이행까지 전 과 정을 체계적으로
감시하여 행정과정에서 문제의 소지를 사전에 점검하는 예방활동에 중점을 두고 있는 활동이다. 
```
* 대상사업 : 30억원 이상 공사, 5억원 이상 용역, 1억원 이상 물품구매 등
* 활동내용 
 - 감시평가 : 발주·입찰·낙찰·계약 전 과정에서 공정성·투명성 확보를 위한 관련서류의 열람, 현장 확인 등
 - 입회활동 : 공공사업의 업체선정 및 계약과정에 대하여 입회(참관)하여 투명성 및 공정성 점검  
```

## 참고 자료
본 문서에는 서울특별시에서 지식공유 프로젝트를 통해 퍼블릭 도메인으로 공개한 저작물을 기초로 작성된 내용이 포함되어 있습니다.